# Delta8-masna-kiselina desaturaza
Delta8-masna-kiselina desaturaza (EC 1.14.19.4, Delta8-sfingolipidna desaturaza, EFD1, BoDES8, SLD, Delta8 masno kiselinska desaturaza, Delta8-desaturaza) je enzim sa sistematskim imenom fitosfinganin,vodonik donor:kiseonik Delta8-oksidoreduktaza. Ovaj enzim katalizuje sledeću hemijsku reakciju
fitosfinganin + redukovani akceptor + O2 {\displaystyle \rightleftharpoons } Delta8-fitosfingenin + akceptor + 2H2O
Ovaj enzim je prisutan u mnogim biljkama. On uvodi dvostruku vezu u Delta8 kod C18 i C20 masnih kiselina.

## Literatura
- Nicholas C. Price; Lewis Stevens (1999). Fundamentals of Enzymology: The Cell and Molecular Biology of Catalytic Proteins (Third изд.). USA: Oxford University Press. ISBN 019850229X.
- Eric J. Toone (2006). Advances in Enzymology and Related Areas of Molecular Biology, Protein Evolution (Volume 75 изд.). Wiley-Interscience. ISBN 0471205036.
- Branden C; Tooze J. Introduction to Protein Structure. New York, NY: Garland Publishing. ISBN 0-8153-2305-0.
- Irwin H. Segel. Enzyme Kinetics: Behavior and Analysis of Rapid Equilibrium and Steady-State Enzyme Systems (Book 44 изд.). Wiley Classics Library. ISBN 0471303097.
- William P. Jencks (1987). Catalysis in Chemistry and Enzymology. Dover Publications. ISBN 0486654605.

## Spoljašnje veze
- Delta8-fatty-acid+desaturase на 